# キャンドルの瞳
「キャンドルの瞳」（キャンドルのひとみ）は、吉川晃司が1986年1月1日にリリースした7枚目のシングル。

## 解説
吉川の第7弾シングル。4枚目のアルバム『MODERN TIME』（1986年）先行シングルとして発売された。
本楽曲で歌番組に出演した際、長髪の付け毛をつけ、顔半分派手な化粧をして登場し、曲中でバックバンドのPaPaとともに左右にステップを踏む独特の振り付けを披露した。
1986年8月に都有3号地（現：東京都庁）で豪雨の中行われたBOØWYの野外ライブにゲスト出演。ギタリスト布袋寅泰の演奏で、本楽曲と「No No サーキュレーション」が披露された。当ライブの模様はNHKが中継、映像記録として残っているが、吉川出演部分は現在まで映像作品やライブ・アルバムなどに収録されたことが無い。
カップリング「奪われたWink」は後に親友となる岡村靖幸からの提供曲。当時の二人はあまり親交がなく、提供した楽曲がB面で発売されると知った岡村は吉川と会ったときに、「吉川君、あのさ…」と苦言を呈したそうである。
CD音源は、ソロ活動休止前の1988年12月に再発売された8センチCD盤と、限定販売のアルバム『B-SIDE+』にのみ収録されており、音源の入手は困難となっている。

## 主な記録
同日にリリースされた新田恵利の「冬のオペラグラス」に首位を阻まれ、オリコン最高順位は2位であった。

## リリース履歴
| No. | 日付           | レーベル    | 規格      | 規格品番 | 最高順位 | 備考 |
| --- | -------------- | ----------- | --------- | -------- | -------- | ---- |
| 1   | 1986年1月1日   | SMSレコード | EP        | SM07-247 | 2位      |      |
| 2   | 1988年12月16日 | SMSレコード | 8センチCD | MD10-7   | -        |      |

## 収録曲
| 全編曲: 後藤次利。 |                    |          |          |      |
| #                  | タイトル           | 作詞     | 作曲     | 時間 |
| 1.                 | 「キャンドルの瞳」 | 安藤秀樹 | 原田真二 | 3:45 |
| 2.                 | 「奪われたWink」   | 松本一起 | 岡村靖幸 | 4:20 |

## 収録アルバム
- キャンドルの瞳
  1. MODERN TIME（1986年）
  2. beat goes on（1988年）
  3. TOO MUCH LOVE（1992年）
  4. PASSAGE:K2 SINGLE COLLECTION 1984-1996（1998年）
  5. Spirit×ナイフ 〜GOLDEN YEARS MILLENNIUM EDITION〜（2000年）（ライブバージョンで収録）
  6. Thank You（2004年）（リメイクバージョンで収録）

- 奪われたWink
  - B-SIDE+（2014年）

## カバー作品
- キャンドルの瞳
  - 原田真二 - アルバム『Plugged』（1994年）
  - 吉川晃司 - アルバム『Thank You』（2004年）